# دانشگاه کمونیستی زحمتکشان شرق
دانشگاه کمونیستی زحمتکشان شرق (به روسی: Коммунистический университет трудящихся Востока یا КУТВ) یا کوتوْ یا دانشگاه خاور دور یا مدرسه استالین در ۲۱ آوریل ۱۹۲۱، در مسکو توسط کمونیست بین‌الملل (کمینترن) به عنوان یک کالج آموزش دهنده کادرهای کمونیست در جهان استعمار تأسیس شد. عملکرد آن شبیه مدرسه بین‌المللی لنین بود، که دانشجویانی را عمدتاً از اروپا و آمریکا می‌پذیرفت. مدرسه رسماً در ۲۱ اکتبر همان سال افتتاح شد. برنامه درسی هم مطالب تئوری و هم نظری را اعم از تئوری مارکسیستی، تبلیغات و تشکیلات حزبی، حقوق و مدیریت، تئوری و تاکتیک انقلاب پرولتاریا، مسئله سازندگی سوسیالیستی و سازمان اتحاد و تجارت را شامل می‌شد. از آموزگاران این دانشگاه، شماری از کمیسرهای خلق مانند لوناچارسکی، کراسین، پوکروفسکی، تروتسکی، بوخارین، سلطان‌زاده و.. بودند و وظیفه تربیت کادرهای کمونیست برای کشورهای شرقی در مسکو را به عهده داشتند.
کوتو دارای شعبه‌های محلی در باکو، ایرکوتسک، تاشکند بود. شرق انقلابی (Революционный Восток) در این دانشگاه منتشر می‌شد. دانشگاه در ۱۹۳۰ تعطیل شد.

## دانش آموختگان سرشناس
- چیانگ چینگ-کو، رئیس جمهور چین
- دنگ شیائو پینگ
- هو شی مین، رئیس‌جمهور ویتنام
- ناظم حکمت شاعر ترک
- لیو شائوچی، دومین رئیس‌جمهور خلق چین
- سید جعفر پیشه‌وری، مؤسس فرقه دمکرات آذربایجان
- یوسف افتخاری بایگانی‌شده  در ۶ سپتامبر ۲۰۱۹ توسط Wayback Machine، بنیانگذار نخستین اتحادیه کارگری در ایران
- خالد بکداش، رهبر حزب کمونیست سوریه